# Milaan-San Remo 1917
De wielerwedstrijd Milaan-San Remo 1917 werd verreden op 15 april van dat jaar.
Het parcours van deze 10e editie was 286,5 kilometer lang. De winnaar legde de afstand af in 12u 44min 9sec, met een gemiddelde van 22.495 km/h. Van de 48 gestarte renners finishten er veertien. De Italiaan Gaetano Belloni was de snelste.

## Deelnemende ploegen
| Deelnemende teams | Deelnemende teams |
| ----------------- | ----------------- |
| Maino             | Bianchi           |

## Uitslag
| Plaats  | Naam                | Ploeg       | Tijd      |
| ------- | ------------------- | ----------- | --------- |
| Winnaar | Gaetano Belloni     | Bianchi     | 12u44'09" |
| 2       | Costante Girardengo | Bianchi     | +11'48"   |
| 3       | Angelo Gremo        | Bianchi     | +42'21"   |
| 4       | Camillo Bertarelli  | Individueel | z.t.      |
| 5       | Luigi Cuppi         | Individueel | z.t.      |
| 6       | Pietro Bestetti     | Individueel | z.t.      |
| 7       | Ezio Corlaita       | Individueel | +55'41"   |
| 8       | Francesco Cerutti   | Individueel | +56'54"   |
| 9       | Leopoldo Torricelli | Maino       | +1u19'06" |
| 10      | Michele Robotti     | Individueel | z.t.      |
| 11      | Domenico Schierano  | Individueel | z.t.      |
| 12      | Costante Costa      | Individueel | z.t.      |
| 13      | Telesforo Benaglia  | Individueel | +1u52'00" |
| 14      | Eugenio Pivano      | Individueel | +2u17'00" |

1907 · 1908 · 1909 · 1910 · 1911 · 1912 · 1913 · 1914 · 1915 · 1916 · 1917 · 1918 · 1919 · 1920 · 1921 · 1922 · 1923 · 1924 · 1925 · 1926 · 1927 · 1928 · 1929 · 1930 · 1931 · 1932 · 1933 · 1934 · 1935 · 1936 · 1937 · 1938 · 1939 · 1940 · 1941 · 1942 · 1943 · 1944 · 1945 · 1946 · 1947 · 1948 · 1949 · 1950 · 1951 · 1952 · 1953 · 1954 · 1955 · 1956 · 1957 · 1958 · 1959 · 1960 · 1961 · 1962 · 1963 · 1964 · 1965 · 1966 · 1967 · 1968 · 1969 · 1970 · 1971 · 1972 · 1973 · 1974 · 1975 · 1976 · 1977 · 1978 · 1979 · 1980 · 1981 · 1982 · 1983 · 1984 · 1985 · 1986 · 1987 · 1988 · 1989 · 1990 · 1991 · 1992 · 1993 · 1994 · 1995 · 1996 · 1997 · 1998 · 1999 · 2000 · 2001 · 2002 · 2003 · 2004 · 2005 · 2006 · 2007 · 2008 · 2009 · 2010 · 2011 · 2012 · 2013 · 2014 · 2015 · 2016 · 2017 · 2018 · 2019 · 2020 · 2021 · 2022 · 2023 · 2024 · 2025
Lijst van beklimmingen